# 艾娜·苏尔塔诺娃
艾娜·马哈茂德·齐兹·苏丹诺娃（1895-1938）是阿塞拜疆共产党活动家和政治家。她是阿塞拜疆族第一批女革命家之一，并于1938年成为阿塞拜疆第一位女内阁部长。

## 生平与职业生涯
艾娜·苏尔塔诺娃（‎）于1895年出生在现代城市沙布兰以东15公里处的吡拉巴地尔村。她是加赞法尔·穆萨别科夫（Gazanfar Musabekov）的妹妹，后者后来成为布尔什维克革命者和共和国最高管理机构阿塞拜疆人民委员会主席。1912年，她从巴库的圣尼诺体校毕业，后来在该学校短暂任教。1917年，她对布尔什维克思想产生兴趣，并于1918年加入俄罗斯共产党（后来成为苏联共产党）。1919年，她搬到阿斯特拉罕，然后到莫斯科，在俄罗斯人民外交事务委员会中东局工作。1920年，她回到已经苏维埃化的阿塞拜疆，在与妇女事务相关的各种行政职位上工作到1930年。1923年，她还成为了旨在解放妇女的共产主义杂志《沙格·加迪尼》（Sharg Gadyny）的主编。
1937年至1938年，苏尔塔诺娃先后担任人民教育委员会副会长和人民司法委员会委员。她还是红色教授学院的学生。由于她对苏联的贡献，苏尔塔诺娃被授予劳动红旗勋章。
她嫁给了納希切萬蘇維埃社會主義自治共和國人民委员会主席哈米德·苏尔塔诺夫。1938年大清洗之后，两人和艾娜·苏尔塔诺娃的兄弟加赞法尔·穆萨别科夫以反革命罪名被捕，不久后被行刑队处决。
占贾有一条以艾娜·苏尔塔诺娃命名的街道，巴库有一座以她的名字命名的公园，园中树立着她的纪念碑。